# Claus Claus
Claus Andersson Claus, C.A. Claus, född 17 september 1843 i Glemminge församling, Kristianstads län, död 8 januari 1916 i Södertörns villastad, var en svensk läkare.
Claus blev student vid Lunds universitet 1862, medicine kandidat 1870 och medicine licentiat vid Karolinska institutet i Stockholm 1874. Han var praktiserande läkare i Jönköping 1874–75 och i Malmö 1875–86, järnvägsläkare vid bandelen Malmö–Åkarp 1876–79, och praktiserande läkare i Stockholm 1886–1907. Han var intendent vid Ramlösa hälsobrunn 1889–04, bosatt i Helsingborg från 1907 och läkare vid Hälsans brunnsanstalt där 1908–09, men bosatte sig senare i Södertörns villastad. Han blev medicine hedersdoktor i Köpenhamn 1894. Han var verksam som balneologisk författare.